# Cametal
La empresa Cametal S.A. (acrónimo de Carrocerías Metálicas) fue una industria carrocera de ómnibus de origen argentino, radicada en la localidad de Villa Gobernador Gálvez, provincia de Santa Fe.

## Historia
La compañía tiene su origen el 1 de agosto de 1947 en la vecina ciudad de Rosario. Por entonces, tanto colectivos, ómnibus como furgones y carros eran construidos en Argentina utilizando madera o mezclando madera y metal. Cametal fue la primera empresa del país en construir carrocerías enteramente metálicas.
Sus fundadores fueron:
- Francisco Román -era director obrero de la Empresa de Transporte de Rosario (ETR)-
- Francisco Orpinel -poseedor desde 1918 de un taller de carrocerías-
- José Lazare -vinculado a empresas de transporte donde desempeñó cargos directivos
- Luis Colin -capataz de la ETR, tuvo a cargo la conducción técnica de la fábrica-

Tras 25 años de liderazgo, en 1972 ve cumplido su sueño al poder estrenar la planta industrial construida sobre los terrenos de Villa Gobernador Gálvez, ocupando un predio de 5 hectáreas sobre la RN9, Km 291.
En el transporte urbano de Rosario, Cametal se hizo presente desde sus comienzos. Llegó a ser una de las industrias que carrozó los ómnibus MAN que adquirió la Empresa Municipal de Transporte de Rosario e hizo lo propio posteriormente con los Leyland. A partir de 1980, se presentaron diversos modelos sobre chasis Mercedes Benz LO1114 y Ford B7000.
Cametal comienza a declinar en 1993 producto de la apertura de importaciones que posibilitó el ingreso de ómnibus desde Brasil a mejores precios y financiación. Este desequilibrio que azotó a toda la industria carrocera en su conjunto llevó al cierre de esta industria en marzo de 1995, tras 48 años de labor.
Sus instalaciones fueron ocupadas en junio de 1995 por la firma norteamericana CAMSA, con la promesa de instalar allí una terminal automotriz para la producción de chasis y motores. Sin embargo el proyecto no prosperó. La planta industrial volvió a retomar su actividad en 1998 cuando fue adquirida por Metalsur.

## Carrocerías
- Neoplan Megaliner
- Nahuel I (1977)
- Nahuel II (1979)
- Nahuel II S
- Urbuss (1980) minibuses sobre chasis Mercedes Benz 608
- Nahuel III (1983)
- Jumbus (1985)
- Jumbus II
- Jumbus II Piso y Medio
- Super Jumbus
- Metrobus (1993) sobre chasis Isuzu exportados a Costa Rica

## Buses autoportantes
- Trolebús experimental (1988)[1]
- CI-2946 (1990) Autoportante[2]
- (serie U 1/2 - City Bus) (1984)
- (serie UD 1/2 - Nahuel II) (1984)
- CI-2156 (serie C 1/2 - Nahuel III) 1983
- (serie L 1/3 - Nahuel III ) (1984)
- (serie L 3/3 - Jumbus - piso y medio - 1°serie) (1984)[3]
- LI-3969 ( CX 40 - Jumbus II) 1993
- LI-3970 ( CX 40 larga distancia) 1990[4]
- LI-3974 ( CX 40 - Jumbus II) 1993
- Super Jumbus (1994)

## Modelo CX40
Un capítulo aparte merece el modelo interurbano CX 40 que se presentó en ocasión de los 40 años de la empresa, a finales de 1987, jugando con esa cifra del aniversario y como dato del excelente coeficiente aerodinámico del vehículo.
Su diseñador fue Miguel Bustillo, y las líneas del coche rompieron con todo lo conocido hasta el momento. Fue un modelo polémico desde su nacimiento, tuvo amantes y detractores, tan es así que Cametal produjo al CX 40 en simultáneo con el Jumbus que finalmente tuvo una vida más larga.
El CX 40, además de su diseño ofrecía muy buenas condiciones de seguridad por tratarse de un coche bajo (3,2 m). No obstante, fue el mercado quién lo sentenció por su poca capacidad de bodegas -en especial para el transporte de encomiendas- inclinándose por los ómnibus de piso alto y dos pisos.
Cabe aclarar que Cametal exportó estas unidades a Estados Unidos.
En 1991 el Diseñador Industrial Miguel Bustillo participó con este modelo en el Concurso de Diseño Internacional de Stuttgart, Alemania recibiendo una mención especial por el producto CX40 CAMETAL.

### Datos y Especificaciones técnicas
- Ancho 2600 mm
- Alto 3205 mm
- Largo 140000 mm
- Total (TARA) 13250 kg.
- Capacidad Máxima 47 pasajeros +1+1
- Cabina para conductores y acompañante separada
- Equipamiento: baño, bar, música funcional, video, aire acondicionado ambiental y direccional JET, cortinas retráctiles, portaequipajes con puertas (tipo avión), apertura de puertas de bodega tipo pantográfico.
- Primeras empresas usuarias: Grupo Córdoba Coata, El Cóndor, Coop. La Unión, Coop. TAC, Chevallier, Autotransportes San Juan, San Juan - Mar del Plata, Emp. Central El Rápido, El Norte, Dinar Turismo entre algunas otras.
- Empresas oficiales que aun hoy poseen CX40 en sus flotas, entre otras: El Cóndor, Buttini Hnos, CATA Int., TUS, Grupo Córdoba Coata.